# Vollore-Ville
Vollore-Ville település Franciaországban, Puy-de-Dôme megyében. Lakosainak száma 714 fő (2022. január 1.). Vollore-Ville Aubusson-d’Auvergne, Augerolles, Courpière, Escoutoux, Sainte-Agathe és Vollore-Montagne községekkel határos.

## Népesség
A település népessége az elmúlt években az alábbi módon változott:
| Lakosok száma | 763  | 773  | 775  | 743  | 728  | 720  | 715  | 710  | 714  |
|               | 2013 | 2015 | 2016 | 2017 | 2018 | 2019 | 2020 | 2021 | 2022 |